# 内野 (印西市)
内野（うちの）は、千葉県印西市の町丁。現行行政地名は内野一丁目から内野三丁目。郵便番号270-1347。

## 地理
北は原山、東は船尾、南東は多々羅田、南は船尾、南西は戸神、西は戸神台、北西は中央南に隣接している。

## 世帯数と人口
2017年（平成29年）10月31日現在の世帯数と人口は以下の通りである。
| 丁目       | 世帯数    | 人口    |
| ---------- | --------- | ------- |
| 内野一丁目 | 643世帯   | 1,381人 |
| 内野二丁目 | 971世帯   | 1,987人 |
| 内野三丁目 | 175世帯   | 199人   |
| 計         | 1,789世帯 | 3,567人 |

## 小・中学校の学区
市立小・中学校に通う場合、学区は以下の通りとなる。
| 丁目       | 番地 | 小学校             | 中学校             |
| ---------- | ---- | ------------------ | ------------------ |
| 内野一丁目 | 全域 | 印西市立内野小学校 | 印西市立原山中学校 |
| 内野二丁目 | 全域 | 印西市立内野小学校 | 印西市立原山中学校 |
| 内野三丁目 | 全域 | 印西市立内野小学校 | 印西市立原山中学校 |

## 施設

### 一丁目
- 印西市立内野小学校
- 印西市立内野学童クラブ
- 印西市立内野第2学童クラブ
- 内野保育園
- 多々羅田公園

### 二丁目
- うちのどんぐりハウス
- 船尾幼稚園(閉園)
- 船尾変電所
- 北総花の丘公園
- 内野北児童公園
- 内野南児童公園

### 三丁目
- 東京基督教大学
- 共立基督教研究所
- 三井住友海上火災保険千葉研修所
- 北総花の丘公園

## 交通

### 鉄道
地内に鉄道は通っていない。中央南にある北総鉄道北総線の千葉ニュータウン中央駅が利用できる。

### 路線バス
- ちばレインボーバス
  - 神崎線（津田沼駅 - 千葉ニュータウン中央駅 - 木下駅）[5][6]
    - （原山団地） - 原山中学校 - 北総花の丘公園 - （タウンセンター南 - 千葉ニュータウン中央駅 - タウンセンター南） - 北総花の丘公園 - 原山中学校 - （原山団地）

  - 西の原線（千葉ニュータウン中央駅 - 印西牧の原駅）[5][7]
    - （タウンセンター南） - 北総花の丘公園 - 原山中学校 - （原山団地）

  - 高花線（千葉ニュータウン中央駅 - 高花）[5][8]
    - （タウンセンター南） - 北総花の丘公園 - 内野小学校 - 電話局 -  多々羅田公園 - （給食センター）

### 道路
- 主要地方道
  - 千葉県道61号船橋印西線
- 都道府県道
  - 千葉県道190号千葉ニュータウン南環状線